# Совтер-де-Руэрг
Совте́р-де-Руэ́рг (фр. Sauveterre-de-Rouergue, окс. Sauvatèrra) — коммуна во Франции, находится в регионе Окситания. Департамент — Аверон. Входит в состав кантона Бараквиль-Совтер. Округ коммуны — Родез.
Код INSEE коммуны — 12262.
Коммуна расположена приблизительно в 520 км к югу от Парижа, в 100 км северо-восточнее Тулузы, в 25 км к юго-западу от Родеза.

## Население
| Год  | Численность | Численность |
| ---- | ----------- | ----------- |
| 1968 | 964         | [ 7 ]       |
| 1975 | 891         | [ 7 ]       |
| 1982 | 793         | [ 7 ]       |
| 1990 | 888         | [ 7 ]       |
| 1999 | 832         | [ 7 ]       |
| 2006 | 803         | [ 7 ]       |
| 2011 | 790         | [ 7 ]       |
| 2013 | 795         |             |
| 2015 | 805         | [ 8 ]       |
| 2016 | 821         | [ 9 ]       |
| 2017 | 777         | [ 10 ]      |
| 2018 | 744         | [ 11 ]      |
| 2019 | 711         | [ 12 ]      |
| 2020 | 713         | [ 13 ]      |
| 2021 | 716         | [ 14 ]      |
| 2022 | 711         | [ 4 ]       |

## Экономика
В 2007 году среди 397 человек в трудоспособном возрасте (15—64 лет) 268 были экономически активными, 129 — неактивными (показатель активности — 67,5 %, в 1999 году было 65,5 %). Из 268 активных работали 256 человек (135 мужчин и 121 женщина), безработных было 12 (7 мужчин и 5 женщин). Среди 129 неактивных 15 человек были учениками или студентами, 87 — пенсионерами, 27 были неактивными по другим причинам.

## Достопримечательности
- Приходская церковь Сен-Кристоф (XIV век). Памятник истории с 1999 года[16]

## Фотогалерея
- Вид на площадь с крестом и колокольней
- Фестиваль каштана
- Крест